# Mediorhynchus sharmai
Mediorhynchus sharmai är en hakmaskart som beskrevs av Gupta och Kanchan Lata 1967. Mediorhynchus sharmai ingår i släktet Mediorhynchus och familjen Giganthorhynchidae. Inga underarter finns listade i Catalogue of Life.